# Lipniak (gromada w powiecie suwalskim)
Lipniak – dawna gromada, czyli najmniejsza jednostka podziału terytorialnego Polskiej Rzeczypospolitej Ludowej w latach 1954–1972.
Gromady, z gromadzkimi radami narodowymi (GRN) jako organami władzy najniższego stopnia na wsi, funkcjonowały od reformy reorganizującej administrację wiejską przeprowadzonej jesienią 1954 do momentu ich zniesienia z dniem 1 stycznia 1973, tym samym wypierając organizację gminną w latach 1954–1972.
Gromadę Lipniak z siedzibą GRN w Lipniaku utworzono – jako jedną z 8759 gromad – w powiecie suwalskim w woj. białostockim, na mocy uchwały nr 23/V WRN w Białymstoku z dnia 4 października 1954. W skład jednostki weszły obszary dotychczasowych gromad Lipniak, Przejma Wielka, Fornetka, Rybalnia, Lipowo, Szury, Olszanka, Sitkowizna, Dębniak, Grauże Stare i Przejma Mała ze zniesionej gminy Szypliszki w tymże powiecie. Dla gromady ustalono 10 członków gromadzkiej rady narodowej.
1 stycznia 1958 gromadę Lipniak zniesiono, włączając jej obszar do gromady Szypliszki.